# فيليب ستيفنز (صحفي)
فيليب ستيفنز (مواليد 2 يونيو 1953) صحفي ومؤلف إنجليزي.

## السيرة الذاتية
هو صحفي ومؤلف إنجليزي. ومحرر مشارك، وكبير المعلقين السياسيين، ومدير هيئة تحرير صحيفة فاينانشال تايمز. يكتب عموداً أسبوعياً لصحيفة فاينانشال تايمز. تلقى تعليمه في كلية ويمبلدون وفي جامعة أكسفورد، حيث حصل على درجة الشرف في التاريخ الحديث. انضم إلى رويترز كمراسل في لندن وبروكسل قبل أن ينتقل إلى صحيفة فاينانشال تايمز في عام 1983. هناك عمل كمحرر للاقتصاد ومحرر سياسي ومحرر لطبعة المملكة المتحدة.
وهو نائب رئيس أمناء مؤسسة ديتشلي وعضو مجلس إدارة الندوة الفرنسية البريطانية. وقد فاز بالعديد من جوائز الصحافة، بما في ذلك جائزة أفضل صحفي سياسي في جوائز الصحافة البريطانية، وجائزة ديفيد وات، وجمعية الدراسات السياسية للصحفيين السياسيين لهذا العام. كتب كتاب السياسة والجنيه الإسترليني، وهو دراسة عن إدارة الحكومة البريطانية لأسعار الصرف، وعلاقاتها مع أوروبا منذ عام 1979. كما كتب سيرة توني بلير، عندما كان رئيس الوزراء البريطاني.

## روابط خارجية
- Financial Times biography؛ accessed 22 September 2014